# Álvaro Ugaz Otoya
Álvaro Adolfo Ugaz Otoya (Lima, 2 de junio de 1968-Lima, 23 de marzo de 2009) fue un periodista radial y televisivo peruano.

## Biografía
Hijo de Álvaro Ugaz Castañeda y Celia Otoya Vera, ambos originarios del distrito de Oyotún, provincia de Chiclayo, del departamento de Lambayeque. Hizo sus estudios escolares en el colegio parroquial Santa Rosa de Lima de Lince. Estudió la carrera de Ciencias de Comunicación en la Universidad Inca Garcilaso de la Vega. 
Laboró en varios noticieros radiales y televisivos como CPN Radio, RPP, Panamericana Televisión y ATV.
Trabajó dieciocho años en RPP, donde fue reportero, narrador deportivo y conductor del noticiero. En CPN, alcanzó a ser director periodístico de la radio, con la propuesta de competir contra RPP, y condujo a lado de Mávila Huertas.
Falleció la tarde del 23 de marzo de 2009, en la Clínica Maison de Santé de Chorrillos, a donde fue llevado tras sufrir un accidente de tránsito en horas de la madrugada en la carretera Panamericana, al sur de la ciudad de Lima. Sus restos fueron velados en el velatorio de la parroquia Virgen de Fátima de Miraflores y cremados el jueves 26 de marzo en el parque cementerio Jardines de la Paz de Lurín.

## Créditos

### Televisión
- Buenos días, Perú (1998-1999)
- ATV noticias: Primer reporte (2007-2009)

### Radio
- RPP Noticias - (1991-2008)
- CPN Radio - (2008-2009)